# Christian Zetlitz Bretteville

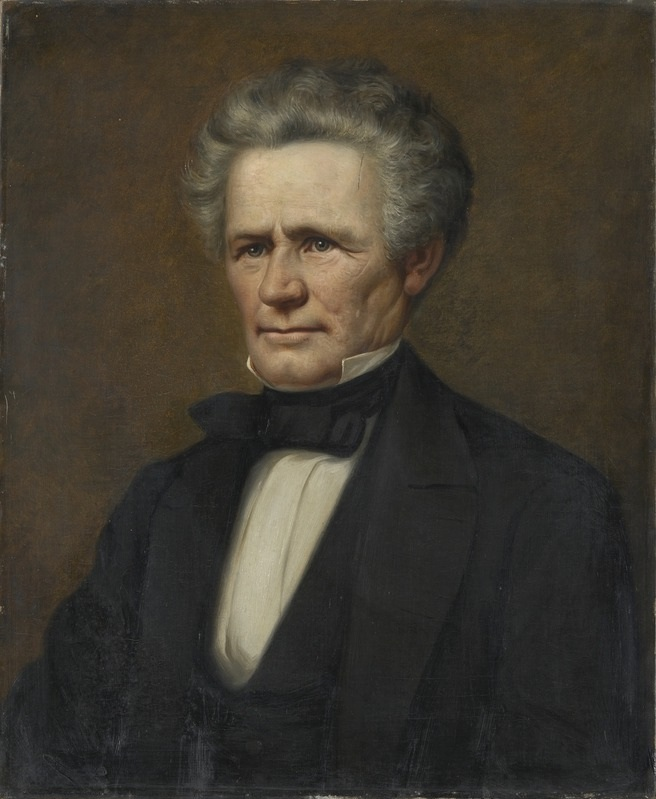
Pintura de Christian Zetlitz Bretteville, por Knud Bergslien

Christian Zetlitz Bretteville (17 de novembro de 1800 - 24 de fevereiro de 1871) foi um político norueguês que serviu como primeiro-ministro de 1858 a 1859. Em 1861 ocupou vários outros cargos no gabinete entre 1850 e 1871; também foi prefeito da cidade de Christiania.

## Carreira política
Foi Ministro das Finanças 1850-1852 e 1853-1854, Ministro do Interior em seis períodos de 1854-1871, além de chefe do Ministério da Auditoria 1855-1856, membro dos Conselhos e Conselhos de Divisão de Estado provisórios em Estocolmo em vários períodos de 1852 a 1866, e como primeiro ministro entre 1858 a 1859 e em 1861.

## Família
Pertencia à nobre família normanda francesa, Le Normand de Bretteville, e era filho de cobrador de impostos em Paris e Brest Charles Eugene, le Normand de Bretteville e Mette Christina Zetlitz. Seu avô, general e marquês Louis Claude le Normand de Bretteville (1744-1835) fugiu da Revolução Francesa e foi naturalizado como um nobre dano-norueguês em 1804. Sua filha Blanca Bretteville foi casada com o juiz Johann Ludwig Wegner, filho do industrial Benjamin Wegner.